# Nationalpark Yanachaga Chemillén
Der Nationalpark Yanachaga Chemillén, span. Parque Nacional Yanachaga Chemillén, ist ein am 29. August 1986 durch das Dekret Nº 068-86-AG gegründeter Nationalpark in den Distrikten Oxapampa, Villa Rica, Huancabamba und Pozuzo in der Provinz Oxapampa in der Region Pasco in Peru.

## Lage und Relief
Der Park befindet sich im Übergangsbereich zwischen der Selva und dem Gebirgsland Zentralperus und erstreckt sich über die Cordillera Yanachaga, die zum Ostabhang der Anden gehört. Die Landschaft wird von Bergwäldern mit tiefen Schluchten dominiert. Insgesamt ist das Gelände sehr unwegsam mit felsigen, überwiegend steilen bewaldeten Hängen und verläuft östlich und westlich des Río Pozuzo. Die Höhen im Park variieren zwischen 460 und 3643 Meter über dem Meeresspiegel.

## Natur
Das stark gegliederte Relief und die abwechslungsreichen Klimata führen zu einer großen Zahl unterschiedlicher azonaler und extrazonaler Pflanzenformationen in einem relativ kleinen Gebiet. Zudem gehörte die Region zu den Rückzugsgebieten der feuchttropischen Wälder in der letzten Kaltzeit, als große Teile der Amazonaswälder aufgrund der des trockeneren Klimas Grasland waren. Diese Umstände erklären die enorm große biologische Vielfalt des Gebietes.
Auf einer Höhe von 340 bis 700 m befinden sich die immergrünen, komplex strukturierten tropischen Tieflandregenwälder mit einer Durchschnittstemperatur von 25 °C. Ihnen schließen sich auf einer Höhe von 700 bis 2000 m die Übergangs-Bergregenwälder an; die Durchschnittstemperatur sinkt von rund 22 °C im unteren Bereich bis 15 °C in den höher gelegenen Bereichen. Hier wechseln die floristischen Artenkompositionen: Durch Schluchten und Klippen entstehen viele Nischen mit spezialisierten Pflanzenarten. Auf 2000 m erfolgt der Übergang zu den Nebelwäldern, in denen durchschnittlich 10 °C und eine konstante Nebelfeuchtigkeit herrschen. Der Wald ist vor allem durch den Reichtum an Moosen geprägt. Auf ca. 3400 m befindet sich die Baumgrenze und es folgt das offene Gras- und Buschland der Puna mit niedrigen Gräsern, Kraut- und Buschvegetation und stellenweise nacktem Fels.
Bei den Wäldern des Nationalparks handelt es sich vorwiegend um Primärvegetation. Das Bevölkerungswachstum im Umland ist jedoch groß, sodass menschliche Aktivitäten bereit die Randzonen des Parks bedrohen. Die Entwaldung außerhalb der Grenzen ist zum Teil erheblich. Illegale Aktivitäten innerhalb des Parks sind vor allem Entnahme von Nutzholz und Orchideen, Jagd und Fischfang. Wenn die Entwaldung fortschreitet, hat dies negative Folgen auf die Wasserressourcen der Region.

## Fauna

### Säugetiere
Im Park kommen u. a. Gardners Spitzmausbeutelratte (Monodelphis gardneri), das Wasserschwein (Hydrochoerus hydrochaeris), der Jaguar (Panthera onca), der Puma (Puma concolor), der Braune Wollaffe (Lagothrix lagotricha), das Paka (Cuniculus paca), der Brillenbär (Tremarctos ornatus), der Nordpudu (Pudu mephistophiles), der Ozelot (Leopardus pardalis), der Jaguarundi (Puma yagouaroundi), der Weißwedelhirsch (Odocoileus virginianus), der Andenschakal (Lycalopex culpaeus) und der Anden-Skunk (Conepatus chinga) vor.

### Vögel
Auch 527 Vogelarten leben im Park. So leben hier Buntbartvogel (Eubucco versicolor), Kapuzentinamu (Nothocercus nigrocapillus), Schwarzflügelpapagei (Hapalopsittaca melanotis), Nebelwald-Kreischeule (Megascops marshalli), Grünweißamazilie (Amazilia viridicauda), Hartertkolibri (Phlogophilus harterti), Rotflügel-Brillantkolibri (Heliodoxa branickii), Grauschnabelarassari (Aulacorhynchus coeruleicinctis), Blautukan (Andigena hypoglauca), Orbignyzwergspecht (Picumnus dorbignyanus), Blaukappenpipra (Lepidothrix coeruleocapilla), Schmuckbauchkotinga (Pipreola intermedia), Gelbbrustkotinga (Pipreola pulchra), Gelbstreif-Kleintyrann (Zimmerius viridiflavus), Graugesicht-Laubtyrann (Leptopogon taczanowskii), Ockerhals-Schnäppertyrann (Nephelomyias ochraceiventris), Graukappen-Todityrann (Hemitriccus rufigularis), Weißbauch-Zwergtyrann (Myiornis albiventris), Olivbauch-Schnäppertyrann (Mitrephanes olivaceus), Rostbinden-Buschtyrann (Myiotheretes fuscorufus), Gelbbrauen-Schmätzertyrann (Silvicultrix pulchella), Hellgrauer Tapaculo (Scytalopus unicolor), Rostfarbene Ameisenpitta (Grallaria capitalis), Braunrücken-Baumspäher (Thripadectes scrutator), Blaukehlhäher (Cyanolyca viridicyanus), Peruzaunkönig (Cinnycerthia peruana), Weißohrklarino (Entomodestes leucotis), Grünschnabel-Stirnvogel (Psarocolius atrovirens), Schlichthemispingis (Pseudospingus xanthophthalmus), Braunbauch-Bergtangare (Dubusia castaneoventris), Goldbandtangare (Iridosornis reinhardti). Dazu gibt es auch Goldkehltukane (Ramphastos ambiguus) und den peruanischen Nationalvogel, den Andenklippenvogel (Rupicola peruviana).

### Reptilien
Bei den Reptilien im Park findet man u. a. den Krokodilkaiman (Caiman crocodilus) und den Brauen-Glattstirnkaiman (Paleosuchus palpebrosus). Im Jahr 2012 beschrieben Edgar Lehr, Jiří Moravec und Juan Carlos Cusi zwei neuen Froscharten Phrynopus curator und Phrynopus badius aus dem Gebiet neu für die Wissenschaft.

### Flora
Im Jahr 2010 hat Sandra Knapp die neu entdeckte Art Solanum oxapampense ― die auch im Park präsent ist ― beschrieben. Insgesamt wurden mehr als 2000 Pflanzenarten bestimmt und im Park kommen 25 % aller Pflanzenarten Perus vor.

## Klima
Der durchschnittliche Jahresniederschlag beträgt 1500 mm an der Oxapampa-Flanke und bis zu 6000 mm auf der Palcazú-Flanke. Innerhalb des Parks herrscht in den Tälern von Río Pozuzo, Río Palcazú und Río Pichis ein heißes und feuchtes Klima mit Durchschnittstemperaturen von 23 bis 26 °C. In der Stadt Oxapampa, der Cordillera Yanachaga, dem Waldschutzgebiet San Matías – San Carlos und den Distrikten Villa Rica, Huancabamba und Chontabamba herrscht ein moderates bis feuchtes Klima mit Temperaturen zwischen 13 und 20 °C. Wissenschaftler nehmen an, dass das Gebiet eine hohe Empfindlichkeit gegenüber dem Klimawandel hat.

## Bevölkerung
Der Nationalpark ist von Menschen weitgehend unbewohnt. Das Gebiet kann jedoch aus kultureller Sicht als Pufferzone zwischen drei Bevölkerungsgruppen betrachtet werden. Da ist zum einen die indigene Gruppe der Yanesha, die an der Ostflanke der Cordillera Yanachaga im sogenannten Palcazú-Becken lebt. Zum anderen gibt es Siedler europäischer Herkunft, vor allem Deutsche und Österreicher; sowie Einwanderer aus dem zentralen Hochland Perus, die an der östlichen Flanke des Gebirges im Tal von Oxapampa–Pozuzo leben.